# Jolanta Pallas-Fabjańska
Jolanta Pallas-Fabjańska – polska prawnik, w latach 1993–1994 podsekretarz stanu w Ministerstwie Finansów.

## Życiorys
Prawnik, opublikowała m.in. książki Podatek dochodowy od osób fizycznych w roku 1996 i Podatek dochodowy od osób fizycznych w 1997. Od 19 czerwca 1993 do 31 maja 1994 pełniła funkcję podsekretarza stanu w Ministerstwie Finansów i jednocześnie generalnego inspektora kontroli skarbowej.